# Clitocybe concava
Clitocybe concava är en svampart som först beskrevs av Giovanni Antonio Scopoli, och fick sitt nu gällande namn av Claude-Casimir Gillet 1874. Clitocybe concava ingår i släktet Clitocybe och familjen Tricholomataceae.   Inga underarter finns listade i Catalogue of Life.